# Трипразеодимталлий
Трипразеодимталлий — бинарное неорганическое соединение, интерметаллид празеодима и таллия с формулой Pr3Tl, кристаллы.

## Получение
- Сплавление стехиометрических количеств чистых веществ:

{\displaystyle {\mathsf {3Pr+Tl\ {\xrightarrow {800^{o}C}}\ Pr_{3}Tl}}}

## Физические свойства
Трипразеодимталлий образует кристаллы кубической сингонии, пространственная группа P m3m, параметры ячейки a = 0,4926 нм, Z = 1, структура типа тримедьзолота AuCu3.
Соединение образуется по перитектической реакции при температуре 800 °C